# 双沟镇 (泗洪县)
双沟镇，是中华人民共和国江苏省宿迁市泗洪县下辖的一个镇。2020年7月，撤销双沟镇、四河乡、峰山乡，设立新的双沟镇。以原双沟镇、四河乡、峰山乡的行政区域为双沟镇行政区域。
该镇以酿酒产业著称，1977年曾出土双沟醉猿化石。

## 行政区划
双沟镇下辖以下地区：
双沟社区、双东社区、双南社区、双北社区、双淮社区、苗庄社区、西岗社区、花园社区、李庄村、双淮村、毛嘴村、草湾村、高套村、周冲村、汤南村、刘符套村和双淮村。